# جمية جبلية جنوبية
الجُمِية الجبلية الجنوبية (باللاتينية: Phacelia austromontana) نوع نباتي ينتمي إلى جنس الجمية من الفصيلة الحمحمية.
موطنها ولاية كاليفورنيا الأمريكية.
نبات عشبي حولي.